# گمینا گووارچوو
گمینا گووارچوو (به لهستانی:  Gmina Gowarczów) یک گمینا در لهستان است که در شهرستان کونگسکیه واقع شده‌است. گمینا گووارچوو ۱۰۱٫۹۸ کیلومتر مربع مساحت و ۴٬۹۹۲ نفر جمعیت دارد.